# Challenger de Kazan 2013
El Kazan Summer Cup 2013 fue un torneo de tenis profesional que se jugó en pista dura. Se trató de la 1ª edición del torneo que forma parte del ATP Challenger Tour 2013. Tuvo lugar en Kazán, Rusia entre el 12 y el 18 de agosto de 2013.

## Jugadores participantes del cuadro de individuales

### Cabezas de serie
| País                            | Jugador             | Rank1 | Favorito |
| Bandera de Ucrania              | Sergiy Stakhovsky   | 95    | 1        |
| Bandera de Polonia              | Michał Przysiężny   | 105   | 2        |
| Bandera de Italia               | Matteo Viola        | 141   | 3        |
| Bandera de Rusia                | Konstantin Kravchuk | 172   | 4        |
| Bandera de Bosnia y Herzegovina | Damir Džumhur       | 205   | 5        |
| Bandera de Bielorrusia          | Dzmitry Zhyrmont    | 208   | 6        |
| Bandera de Estonia              | Jürgen Zopp         | 228   | 7        |
| Bandera de los Países Bajos     | Boy Westerhof       | 242   | 8        |
| ------------------------------- | ------------------- | ----- | -------- |

- 1 Se ha tomado en cuenta el ranking del 5 de agosto de 2013.

### Otros participantes
Los siguientes jugadores recibieron una invitación (wild card), por lo tanto ingresan directamente al cuadro principal:
- Aydin Akhmetshin
- Evgeny Karlovskiy
- Timur Kiuamov
- Vladimir Polyakov

Los siguientes jugadores ingresan al cuadro principal tras disputar el cuadro clasificatorio:
- Sergey Strelkov
- Evgeny Elistratov
- Mikhail Vaks
- Mikhail Elgin

Los siguientes jugadores ingresan al cuadro principal como perdedores afortunados:
- Mikhail Fufygin
- Denis Matsukevich

## Jugadores participantes en el cuadro de dobles

### Cabezas de serie
| País                       | Jugador        | País               | Jugador               | Rank1 | Favorito |
| Bandera de Irlanda         | James Cluskey  | Bandera de Austria | Maximilian Neuchrist  | 402   | 1        |
| Bandera de Rusia           | Victor Baluda  | Bandera de Rusia   | Konstantin Kravchuk   | 438   | 2        |
| Bandera de Rusia           | Mikhail Elgin  | Bandera de Rusia   | Alexander Kudryavtsev | 526   | 3        |
| Bandera de República Checa | Michal Konečný | Bandera de Polonia | Michał Przysiężny     | 750   | 4        |
| -------------------------- | -------------- | ------------------ | --------------------- | ----- | -------- |

- 1 Se ha tomado en cuenta el ranking del 5 de agosto de 2013.

## Campeones

### Individual Masculino
- Sergiy Stakhovsky derrotó en la final a  Valeri Rudnev por 6-2, 6-3.

### Dobles Masculino
- Victor Baluda /  Konstantin Kravchuk derrotaron en la final a  Ivo Klec /  Jürgen Zopp por 6-3. 6-4.